# 潘维尔
潘维尔（法語：Poinville，法語發音：[pwɛ̃vil]）是法国厄尔-卢瓦省的一个市镇，属于沙特尔区。

## 地理
潘维尔（48°10'42"N, 1°54'9"E）面积8.08 平方千米，位于法国中央-卢瓦尔河谷大区厄尔-卢瓦省，该省份为法国北部内陆省份，北起顺时针与厄尔省、伊夫林省、埃松省、卢瓦雷省、卢瓦-谢尔省、萨尔特省和奧恩省接壤。
与潘维尔接壤的市镇（或旧市镇、城区）包括：图里、蒂韦尔农、博斯地区让维尔。
潘维尔的时区为UTC+01:00、UTC+02:00（夏令时）。

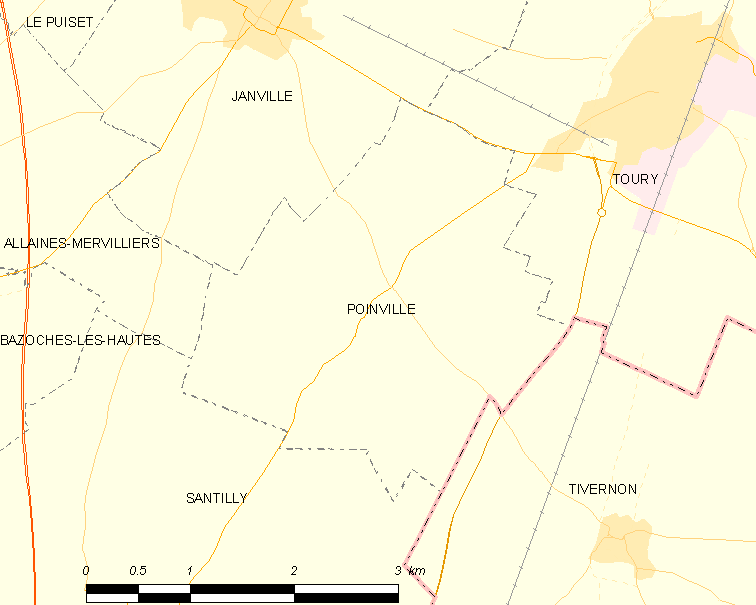
潘维尔的OSM定位图

## 行政
潘维尔的邮政编码为28310，INSEE市镇编码为28300。

## 政治
潘维尔所属的省级选区为莱维拉日沃韦安县。

## 人口

1962-2008年间潘维尔人口变化图示

潘维尔于2022年1月1日时的人口数量为173人。